# Liste der Kulturdenkmäler in Staffel
Die folgende Liste enthält die in der Denkmaltopographie ausgewiesenen Kulturdenkmäler auf dem Gebiet des Ortsteils Staffel der  Stadt Limburg an der Lahn, Landkreis Limburg-Weilburg, Hessen.
Hinweis: Die Reihenfolge der Denkmäler in dieser Liste orientiert sich an der Anschrift, alternativ ist sie auch nach der Bezeichnung, der vom Landesamt für Denkmalpflege vergebenen Nummer oder der Bauzeit sortierbar.
Kulturdenkmäler werden fortlaufend im Denkmalverzeichnis des Landes Hessen durch das Landesamt für Denkmalpflege Hessen auf Basis des Hessischen Denkmalschutzgesetzes (HDSchG) geführt. Die Schutzwürdigkeit eines Kulturdenkmals hängt nicht von der Eintragung in das Denkmalverzeichnis des Landes Hessen oder der Veröffentlichung in der Denkmaltopographie ab.

| Bild                     | Bezeichnung                     | Lage                                                                                                   | Beschreibung                                                     | Bauzeit                | Objekt-Nr. |
| ------------------------ | ------------------------------- | --- | ---------------------------------------------------------------- | ---------------------- | ---------- |
| weitere Bilder           | Bahnhof                         | Am Bahnhof 9 LageFlur: 4, Flurstück: 185/10, 185/7                                                     | Trennungsbahnhof der Unter- und Oberwesterwaldbahn, erbaut 1870. |                        | 924312 DDB |
| weitere Bilder           | Umspannwerk der Main-Kraftwerke | Diezer Straße 44 LageFlur: 16, Flurstück: 86/1                                                         |                                                                  | 1914                   | 52939 DDB  |
| Bild gesucht BW          | Lahnbrücke                      | Eisenbahn, Limburger Feld, Lahn, Am Bahnhof LageFlur: 4, 9, Flurstück: 167/11, 152, 153, 164           |                                                                  | 1902                   | 952479 DDB |
| Bild gesucht BW          | Fabrikantenvilla                | Elzer Straße 2, 4 LageFlur: 4, Flurstück: 207/123                                                      |                                                                  | 1905 bis 1915          | 52940 DDB  |
| Wasserturm               | Wasserturm                      | Elzer Straße 23 LageFlur: 3, Flurstück: 8/16                                                           | Errichtet 1928.                                                  | 1928                   | 52941 DDB  |
| Gesamtanlage Staffel     | Gesamtanlage Staffel            | Lage                                                                                                   |                                                                  |                        | 52938 DDB  |
| weitere Bilder           | Ehemalige Buderus-Villa         | Koblenzer Straße 1 LageFlur: 4, Flurstück: 219/157                                                     |                                                                  | 1905 bis 1915          | 52942 DDB  |
| Wohnhaus                 | Wohnhaus                        | Koblenzer Straße 33 LageFlur: 5, Flurstück: 44/1                                                       |                                                                  | 1905 bis 1915          | 52943 DDB  |
| Hofreite                 | Hofreite                        | Koblenzer Straße 78 LageFlur: 6, Flurstück: 52/3                                                       |                                                                  | Anfang 19. Jahrhundert | 52944 DDB  |
| Lahnbrücke               | Lahnbrücke                      | Lahn (Limburger Weg), Limburger Weg (K 470), Limburger Feld LageFlur: 8, 9, Flurstück: 111/6, 153, 164 |                                                                  | 1950                   | 52945 DDB  |
| weitere Bilder           | Evangelische Kirche             | Schulplatz 8 LageFlur: 7, Flurstück: 52                                                                |                                                                  | 1683                   | 52946 DDB  |
| Wohnhaus                 | Wohnhaus                        | Schulplatz 10 LageFlur: 7, Flurstück: 49/4                                                             |                                                                  | Ende 17. Jahrhundert   | 52947 DDB  |
| Ehemaliges Hofreitenhaus | Ehemaliges Hofreitenhaus        | Schulplatz 15 LageFlur: 7, Flurstück: 41/3                                                             |                                                                  | 1725 bis 1775          | 52948 DDB  |
| Ehemaliges Hofreitenhaus | Ehemaliges Hofreitenhaus        | Schulplatz 20 LageFlur: 7, Flurstück: 24/1                                                             |                                                                  | Ende 16. Jahrhundert   | 52949 DDB  |
| Ehemaliges Rathaus       | Ehemaliges Rathaus              | Schulplatz 21 LageFlur: 7, Flurstück: 23/2                                                             |                                                                  | 1911                   | 52950 DDB  |
| Wohnhaus                 | Wohnhaus                        | Schulplatz 23 LageFlur: 7, Flurstück: 2/7                                                              |                                                                  | Anfang 17. Jahrhundert | 52951 DDB  |
| Wohnhaus                 | Wohnhaus                        | Schulplatz 24 LageFlur: 7, Flurstück: 3/2                                                              |                                                                  | 1725 bis 1775          | 52952 DDB  |

- Karte mit allen Koordinaten der Denkmäler:
- OSM |
- WikiMap